# Kathedraal van Uppsala
De kathedraal van Uppsala is de grootste kathedraal van Zweden en de zetel van de aartsbisschop van Uppsala, de primaat van de Zweedse Kerk. De kerk is gebouwd tussen ca. 1270 en 1435. De kerk is even lang als hoog: 118,7 meter en opgetrokken in gotische stijl. Tussen 1885 en 1893 vond er een ingrijpende restauratie plaats, waarbij de kerk een neogotisch uiterlijk kreeg naar ontwerp van architect Helgo Zettervall. Kenmerkend is het dubbeltorenfront en de vieringtoren met de hoge spitsen.
Belangwekkend in het interieur zijn:
- Graf van Gustav Wasa in de prinsenkapel achter het altaar
- Graf van Carl Linnaeus, de grote Zweedse botanicus.
- Graf van Erik IX van Zweden